# Градска градина (София)
Вижте пояснителната страница за други значения на Градска градина.
Градската градина е най-старият парк в българската столица София, разположен в центъра на града пред бившия царски дворец.
Градската градина е смятана за първият обществен парк в България. Според различни данни тя е открита през 1872 година или на 4 април 1878 година, по време на Временното руско управление, когато е наречена Александровска градина в чест на руския император Александър II.
Намира се между пл. „Княз Ал. Батенберг“ (а чрез е него свързан с бул. „Цар Освободител“) на североизток, ул. „Дякон Игнатий“ на югоизток, ул. „Ген. Гурко“ на югозапад и ул. „Княз Ал. Батенберг“ на северозапад.
Около Градската градина се намират Българската народна банка, Зала „България“, Министерството на отбраната, Народният театър „Иван Вазов“, Министерството на транспорта, новият „Гранд-хотел София“, Градската художествена галерия. Тя е популярно място за игра на шахмат на открито в София.

## История
На 27 март (15 март стар стил) 1891 година на източния вход на Градската градина към улица „Васил Левски“ е извършен опит за убийството на министър-председателя Стефан Стамболов, при който загива финансовият министър Христо Белчев.